# Casey Affleck
Caleb Casey McGuire Affleck-Boldt (sinh ngày 12 tháng 8 năm 1975) là một Diễn viên và đạo diễn người Mỹ. Anh bắt đầu sự nghiệp với vai trò là một Diễn viên nhí, xuất hiện trong bộ phim truyền hình PBS Lemon Sky (1988) và bộ phim ngắn The Kennedys of Massachusetts (1990). Sau đó, anh xuất hiện trong ba bộ phim Gus Van Sant   - To Die For (1995), Good Will Hunting (1997) và Gerry (2002)   - và trong bộ ba phim hài trộm cướp của Steven Soderbergh, Ocean's Eleven (2001), Ocean's Twelve (2004), và Ocean's Thirteen (2007). Vai chính đầu tiên của anh là trong bộ phim hài kịch độc lập của Steve Buscemi Lonesome Jim (2006).
Bước đột phá của Affleck là vào năm 2007, khi anh được đề cử giải Oscar cho Nam Diễn viên phụ xuất sắc nhất cho vai diễn trong bộ phim truyền hình chủ để Viễn Tây The Assassination of Jesse James của Coward Robert Ford và diễn xuất trong bộ phim tội phạm Gone Baby Gone, do anh trai Ben Affleck làm đạo diễn. Năm 2010, ông làm đạo diễn bộ phim giả tưởng I'm Still Here. Sau đó, ông đã có một loạt phim thành công vào đầu những năm 2010, với Tower Heist, ParaNorman và Interstellar, và nhận được lời khen ngợi đặc biệt cho vai diễn ngoài vòng pháp luật trong bộ phim độc lập Ain't Them Bodies Saints.
Năm 2016, Affleck đóng vai chính trong bộ phim điện ảnh Manchester by the Sea. Với vai diễn Lee Chandler, một người đàn ông đau buồn vì mất con, anh đã giành giải Quả cầu vàng, BAFTA và giải Oscar cho nam Diễn viên xuất sắc nhất, và nhận được đề cử giải thưởng Hiệp hội Diễn viên màn ảnh. Năm 2017, Affleck nhận được nhiều lời khen ngợi từ vai chính trong bộ phim truyền hình siêu nhiên A Ghost Story.

## Tuổi thơ
Caleb Casey McGuire Affleck-Boldt  sinh ngày 12 tháng 8 năm 1975 tại Falmouth, Massachusetts, với Christopher Anne "Chris" Boldt và Timothy Byers Affleck. Họ "Affleck" của ông có nguồn gốc từ Scotland. Ông cũng có nguồn gốc Ireland, Đức, Anh và Thụy Sĩ.   Ông cố của bà ngoại của Affleck, Heinrich Boldt, - Được biết đến với việc phát hiện ra đĩa Curmsun, di cư từ Phổ vào cuối những năm 1840. Mẹ của Casey là một giáo viên trường cao đẳng Radcliffe - và là giáo viên tiểu học của Harvard. Cha ông làm việc vặt như một thợ sửa xe, thợ mộc, một người nhận đặt cá cược, một thợ điện, một nhân viên pha chế, và một người gác cổng tại Đại học Harvard. Vào giữa những năm 1960, ông là một người quản lý sân khấu, đạo diễn, nhà văn và Diễn viên với Nhà hát Công ty Boston. Trong thời thơ ấu của Affleck, cha anh là "thảm họa của một người nghiện rượu". Affleck lần đầu tiên bắt đầu tập diễn xuất bằng cách "diễn lại những gì đang xảy ra ở nhà" trong các bài tập đóng vai tại các cuộc họp của Alateen.
Sau khi cha mẹ anh ly hôn khi anh 9 tuổi, Affleck và anh trai anh, Ben, sống với mẹ và đến thăm cha hàng tuần. Anh đã học nói tiếng Tây Ban Nha trong suốt một năm đi du lịch vòng quanh Mexico cùng mẹ và anh trai khi anh lên 10. Hai anh em đã dành "tất cả thời gian của chúng tôi bên nhau, khá nhiều. Rõ ràng ở trường chúng tôi học lớp khác nhau, nhưng chúng tôi có chung những người bạn. " Khi Affleck 14 tuổi, cha anh chuyển đến Indio, California để vào một cơ sở phục hồi chức năng, và sau đó làm việc ở đó với tư cách là một cố vấn cai nghiện. Affleck đã kết nối lại với cha mình trong các chuyến thăm tới California khi còn là một thiếu niên: "Tôi thực sự đã biết thêm về ông ấy, bởi vì ông ấy đã tỉnh táo lần đầu tiên... Người bố mà tôi biết trước đó hoàn toàn khác biệt. " 
Lớn lên trong một gia đình cấp tiến, hoạt động chính trị ở Quảng trường trung tâm, Cambridge, Affleck và anh trai được tiếp xúc thường xuyên với những người làm việc trong nghệ thuật, thường xuyên được mẹ đưa đến nhà hát, và được khuyến khích tự làm phim tại nhà. Hai anh em đôi khi xuất hiện trong các quảng cáo thời tiết địa phương và như các bộ phim bổ sung vì tình bạn của mẹ họ với một đạo diễn casting địa phương. Casey đã diễn xuất trong nhiều tác phẩm sân khấu của trường trung học trong khi một học sinh tại Cambridge Rindge và Latin School. Anh ấy đã nói rằng anh ấy "sẽ không trở thành một Diễn viên" nếu không phải là giáo viên sân khấu trung học của anh ấy, Gerry Speca: "Anh ấy đã khiến tôi thích với diễn xuất, tại sao nó có thể vui vẻ thế, làm thế nào để nó có thể bổ ích."
Năm 18 tuổi, Affleck chuyển đến Los Angeles một năm để theo đuổi sự nghiệp diễn xuất, và sống với anh trai và người bạn thời thơ ấu Matt Damon. Mặc dù có "trải nghiệm đầu tiên tốt nhất có thể" khi quay To Die For, anh dành phần lớn thời gian trong năm để làm nhân viên bán hàng tại một nhà hàng ở Pasadena. Anh quyết định chuyển đến Washington, DC, để học chính trị tại Đại học George Washington. Anh sớm chuyển đến Đại học Columbia ở thành phố New York, nơi anh theo chương trình giảng dạy chính trong tổng cộng hai năm. Tuy nhiên, anh không tốt nghiệp: "Tôi sẽ học một học kỳ, sau đó đi làm phim... Nó là cơ hội tiếp tục thể hiện bản thân mà tôi khó từ chối... Đến lúc nào đó, tôi không thực sự bám rễ ở trường nữa và cũng không có nhóm bạn thân nào. "

## Danh sách phim

### Điện ảnh
| Năm  | Tựa đề                                                     | Vai diễn                 | Chú giải                                                      |
| ---- | ---------------------------------------------------------- | ------------------------ | ------------------------------------------------------------- |
| 1995 | To Die For                                                 | Russell Hines            |                                                               |
| 1996 | Race the Sun                                               | Daniel Webster           |                                                               |
| 1997 | Chasing Amy                                                | Little Kid               |                                                               |
| 1997 | Good Will Hunting                                          | Morgan O'Mally           |                                                               |
| 1998 | Desert Blue                                                | Pete Kepler              |                                                               |
| 1999 | 200 Cigarettes                                             | Tom                      |                                                               |
| 1999 | American Pie                                               | Tom Myers                | Không đề tên                                                  |
| 1999 | Floating                                                   | Prep #1                  |                                                               |
| 2000 | Drowning Mona                                              | Bobby Calzone            |                                                               |
| 2000 | Committed                                                  | Jay                      |                                                               |
| 2000 | Hamlet                                                     | Fortinbras               |                                                               |
| 2000 | Attention Shoppers                                         | Jed                      |                                                               |
| 2001 | Ocean's Eleven                                             | Virgil Malloy            |                                                               |
| 2001 | American Pie 2                                             | Tom Myers                |                                                               |
| 2001 | Soul Survivors                                             | Sean                     |                                                               |
| 2002 | Gerry                                                      | Gerry                    | Kiêm biên kịch                                                |
| 2004 | Ocean's Twelve                                             | Virgil Malloy            |                                                               |
| 2005 | Lonesome Jim                                               | Jim                      |                                                               |
| 2006 | The Last Kiss                                              | Chris                    |                                                               |
| 2007 | Ocean's Thirteen                                           | Virgil Malloy            |                                                               |
| 2007 | The Assassination of Jesse James by the Coward Robert Ford | Robert Ford              |                                                               |
| 2007 | Gone Baby Gone                                             | Patrick Kenzie           |                                                               |
| 2010 | The Killer Inside Me                                       | Lou Ford                 |                                                               |
| 2010 | I'm Still Here                                             | Chính anh                | Kiêm đạo diễn, sản xuất, viết kịch bản, ghi hình và dựng phim |
| 2011 | Tower Heist                                                | Charlie Gibbs            |                                                               |
| 2012 | ParaNorman                                                 | Mitch Downe (lồng tiếng) |                                                               |
| 2013 | Ain't Them Bodies Saints                                   | Bob Muldoon              |                                                               |
| 2013 | Out of the Furnace                                         | Rodney Baze, Jr.         |                                                               |
| 2014 | Interstellar                                               | Tom Cooper               |                                                               |
| 2015 | Unity                                                      | Narrator (lồng tiếng)    |                                                               |
| 2016 | Manchester by the Sea                                      | Lee Chandler             |                                                               |
| 2016 | The Finest Hours                                           | Ray Sybert               |                                                               |
| 2016 | Triple 9                                                   | Chris Allen              |                                                               |
| 2017 | A Ghost Story                                              | C                        |                                                               |
| 2018 | The Old Man & the Gun                                      | John Hunt                |                                                               |
| 2019 | Light of My Life                                           | Dad                      | Kiêm viết kịch bản và đạo diễn                                |
| 2019 | The Friend                                                 | Matthew Teague           |                                                               |
| TBA  | The World to Come                                          |                          | Hậu kỳ                                                        |
| TBA  | Every Breath You Take                                      |                          | Hậu kỳ                                                        |
| 2023 | Oppenheimer                                                | Boris Pash               |                                                               |

### Truyền hình
| Năm  | Tựa đề                        | Vai diễn                    | Chú giải                               |
| ---- | ----------------------------- | --------------------------- | -------------------------------------- |
| 1988 | Lemon Sky                     | Jerry                       | Phim điện ảnh truyền hình              |
| 1990 | The Kennedys of Massachusetts | Robert Kennedy (tuổi 12–15) | Sê-ri ngắn tập                         |
| 2010 | WWII in HD: The Air War       | Joe Armanini (lồng tiếng)   | Phim điện ảnh truyền hình              |
| 2016 | Saturday Night Live           | Chính anh (chủ trì)         | Tập: "Casey Affleck/Chance the Rapper" |